# 爆球連発!!スーパービーダマン
『爆球連発!!スーパービーダマン』（ばくきゅうれんぱつ スーパービーダマン）は、小学館の『月刊コロコロコミック』、『別冊コロコロコミック』にて1995年9月号から2001年12月号まで連載されていた、今賀俊による日本の漫画。タカラから発売された玩具「ビーダマン」シリーズを題材にした作品で、ビーダマンとそれを操るビーダー同士の戦いを描いている。

## 概要
仮タイトルは『GO!GO!タマGO! ビーダマン!!』だったが、当時の作者の担当がNGを出し、現在の題名に決定した。愛称・略称はスパビー。物語は「サラー・円編」・「全日本ビーダー選手権編（地区大会）」・「TOPビーダー選手権編（全国大会）」・「ダークマター編」の4つに分かれる。『コロコロコミック』でよく見られる玩具の宣伝を目的とした漫画作品であるが、劇中に登場したOSビーダマン以後の極めて多種多様で自由度の高いデザイン（ボンバーマン型ではありえなかった）は高い人気を得た。
ビーダマン20周年を迎えた2015年10月27日より、Amazonほかで電子書籍版の配信を開始。
電子配信にあたり、ボンバーマンタイプはオリジナルのベーシックビーダマンへと描き替えられたほか、細部に加筆修正が施されている。また、各関係者との交渉においてタカラトミーおよび小学館、コナミデジタルエンタテインメントには印税などの権利が発生しないという、作者にとって好意的な条件下で配信許可を得られたことが語られている。これにあわせて、作者Twitterでは本作品の新作短編が不定期で配信されているほか、裏設定なども明かされることがある。最終巻である第15巻の電子化では、作者所有の2冊のうち1冊が原本として解体し使用された。なお、最終巻の発行部数は2万部ほどという。
2021年3月15日発売の『コロコロアニキ』2021年春号ではキャップ革命 ボトルマンを題材にした新作読み切り作品『爆球連発!!スーパービーダマン ボトルマン特別編』が掲載された。

## 登場人物

### チームガッツ
全日本ビーダー選手権の際にタマゴ、ガンマ、サラーで結成されたチーム。TOPビーダー選手権に進出するにあたって3人制から5人制に変更されることに伴い追加招集のバトルを実施、勝ち抜いたビリーと猫丸が新たに加わった。
戸坂 玉悟（とさか たまご）
声 - 瀧本富士子
本作品の主人公。5月5日生まれ、小学5年生で11歳。髪型はニワトリの鶏冠の如く赤くやや逆だった長髪。天真爛漫で、少し天然ボケの入った少年。最初は連射機能の無いビーダマンを使っていたが、それを玉四が改造し2連射までできるようになったスーパービーダマンを使う。全日本ビーダー選手権の途中からフェニックスシリーズを使用。
バトル好きで興奮すると目がビー玉になる。強い相手を見ると勝負せずにはいられないが、負けるとしつこく追い回してくるネコ丸だけは避けている。
バトルでは生来の単純な性格が災いしてチームの足を引っ張ることもしばしばだが、勝負を諦めずどんな時にも正々堂々とした姿勢で周りを励ましたり、過去を乗り越えるきっかけを与えていく。
同い年のガンマやサラーと比べ一回り小さい体格からするとそうは見えないが、普通のビーダマンでは馬鹿力で壊してしまうほどのパワーシューターで、円戦の時には発射強度を上げ過ぎたメタル・ウイングを使った状態での狙い撃ちを完成させた「エースショット」で、円の放った大きい鉛玉の「ヘビーボム」を変形させる威力を見せた。
手に脚の力を加えて締め撃ちをする「キャノンショット」を得意とする。はじめは「脚を使った締め打ち」と呼ばれていたが、バーグラーズ戦から「キャノンショット」と統一されている。キャノンショットは水中から撃っても相当な威力があり、最終戦では水を割って飛ばすほどの勢いを見せた。
親代わりである叔父の玉四が仕事の都合で引越しを繰り返してばかりいたため友達がいなかった。それゆえ、彼にとってビーダマンは親友である。よく建築現場にビーダマンを設置して遊んでいた。そのためビーダマンやバトルに対する想いは人一倍強く、他人のビーダマンが壊されそうになったときでも自ら助けに飛び出していくほどである。ゆえに物語初期のサラーや円との戦いでは相手の戦い方や行いを強く非難し、伊集院に対しては「奴はライバルなんかじゃない、敵だ！」と言い切るなど、珍しく敵意を剥き出しにしている一幕もあった。
パソコンなどのハイテク関連が苦手で無茶をやりやすく、プレス機でファイティングフェニックスのパーツを作っている最中、プレス機が故障し圧力が低下した時は対処法がわからず、自分の力で押さえつけたりしたこともあった。
大食漢であり、土管に頭から突っ込んで病院に運ばれた際、怪我自体は大したことはなかったが、食事をあまりにも食べるので、頭を打った影響ではないかと医者に心配されて入院したことがある。
アニメでは、持っているビー玉の色は赤。
西部 丸馬（にしべ がんま）
声 - 芝原チヤコ
小学5年生で11歳。関西から転校してきたビーダーで、タマゴの相棒的存在。タマゴとのコンビプレーも作中に数多く見られ、それによって勝利を収めたことも多い。
愛機はマグネットボンバー、予備のプラズマボンバー、クイックローダー、片手撃ちサーバー、ワイバーンシリーズを使用。
通り名は「（元）西の殺し屋：スナイパーガンマ」。後述の「東の連射王」と対比して「西の連射王」と呼ばれることもある。早撃ちや連射の腕は一級品で、スナイパーの名のとおり狙い撃ちの達人。
当初からビーダマンの改造をしたりパソコンでビーダマンの設計図を描いたりしており、技術力も相当の腕である（さすがにDr.タマノには及ばないが）。自分のワイバーンシリーズはもちろん、タマゴのフェニックスシリーズも大半は彼が手を加えている。
関西出身ということもあり常に関西弁を使い、一人称は「ワイ」。片手撃ちと連射が得意技であるため当初はパワー勝負が苦手だったが、タマゴとの出会いを経てパワーショットにも目を向けるようになり、OSパーツをサーバーからマガジンに変え片手打ちでのパワーショットを身に付ける。それ以降のワイバーンシリーズにも必ずパワー対策の機能を搭載している。
戦術眼や統率力にも優れており、事実上チームガッツの司令塔。反面やや短気なところがあり、頭に血が上るとスタンドプレーに奔り敵の策略に嵌ったりチームのメンバーに八つ当たりをしてしまうなど彼の欠点としてしばしば窮地に陥った。幽霊が苦手で、番外編で悪霊に憑かれたこともあった。初期は負けた対戦相手のビー玉を取り上げていたがタマゴと出会ってからはそうした行為を改めている。
競技中はアイウェアタイプのサングラスを着用していることが多い。また、関西にいたころは違うサングラスを使っていたが、引っ越す際に後輩のトキオに譲った。
アニメでは、持っているビー玉の色は藍。

サラー
声 - 今井由香
アラブの石油王の息子。11歳。ウェーブのかかった金色の長髪がトレードマークの一見女性と見紛うような美少年。しかしこの容姿が仇となり後述のいじめを受けたことにより、初期においてはそういった指摘は彼にとって禁句であった。ゴールデンビーダマン、スフィンクスシリーズ（中盤はケルベロスシリーズ）を使用。「魔術師サラー（サラー・ザ・ウイザード）」、「ビー玉の魔術師」を自称するとおりの変化球の使い手。変化球の性質上、連射・パワーにおいて不利だったが、Dr.タマノやガンマの協力もあり後にスタッグスフィンクスを開発したことにより両方克服する。アニメ版では一弾目のバックスピンを二弾目のドライブで弾き飛ばすという変則的なダブルバーストをスタッグスフィンクスで撃ったことがある（同時に発射しているわけではないので厳密にはダブルバーストではない）。
テニスの試合中に、ポールへの衝突事故により顔を出血しても試合を続けようとする伊集院に対して足を挫いたと称して試合を放棄したため、恨みを買って学校で伊集院とその取り巻きからいじめをうけていた。
それらのトラウマからビーダマンでの勝負で勝つことに自分のプライドを見い出し、細工したビー玉を使ったり財力をふんだんに使って多数のビーダマンを使い捨てながら連射するなど手段を選ばず戦っていた。さらにその勝負でタマゴに負けた時は刀剣で襲いかかるなどの行為も見せていたが、タマゴの叱咤激励と彼と正々堂々と勝負することで、最後まで決して諦めないビー魂を学ぶ。伊集院が元は明朗快活な人物だったのを一変させてしまったのは自分が原因であることに気づき、その怨念めいた勝利への執着心にかつての自分の姿を重ね、過去から目を背け続けることを止め彼に敢然と立ち向かい、タマゴが伊集院を倒したのちに和解した。
伊集院との和解後は過去の自分への決別として髪形を長髪から短髪に変え大幅なイメチェンを行い、同時に友情の証としてスタッグケルベロスを伊集院と共同開発した。向きが変わると前髪の分け目も変わる。これは本作品掲載の雑誌コロコロコミックの『スネカミコーナー』でもツッコまれていた。ダークマターとの決戦後は故郷に帰りアラブ代表として世界戦に参加する。
ファミリーネーム（苗字）は作中に登場していないが、ラボの表札では苗字部分のアルファベット表記が「WIZ」となっている。
アニメでは持っているビー玉の色は黄色。
風間 美利（かざま よしのり）
声 - 私市淳
ガンマと双璧をなしていた東の連射王。11歳。クイックローダーマガジンを採用した2体のビーダマン（アニメ版ではライトイーグルとレフトレオンに似たオリジナルビーダマンを使用）とグリフォンシリーズを使用した二刀流スタイルのビーダー。
通り名は「風のビリー（美利の音読みから）」。服装もバトルスタイルも西部のガンマン風で常にテンガロンハットを被っており、何かにつけてハットのツバを指先で弾くのが癖で言動も常にクールでニヒルめいており、悪く言えばキザな性格。欠点はカナヅチであること。ガンマがパワーと命中力で優れているのに対し、ビリーはガンマンさながらの早撃ちと二刀流ならではの小技（二発同時発射）などで秀でている。
元々はバーグラーズのリーダーで、全日本TOPビーダー選手権からチームガッツに参加した。全日本ビーダー選手権まではクイックローディングマガジンを装備したボンバーマンタイプのビーダマンを使っていたが、番外編において、Dr.タマノの落とし物である最新鋭機であるX-01を持っていた札月鋭一とのヘビー・カン・シューティングに敗れ、機体の性能差を痛感。タマゴ、ガンマと一緒にパワーと連射を兼ね備えた合体機能を持つPIビーダマン・ブラストグリフォンを造って再戦を挑み、勝利する。その後、全国大会決勝戦を前にタマゴとガンマの伸び続ける実力に追いつくべく特訓を積むが、ハードな訓練と自身の能力の向上にブラストグリフォンがついていけなくなり大破、修理ついでにPI-EXビーダマン・ファントムグリフォンに改修される。終盤は同じ二刀流使いである津印とライバル関係になりE-Unitビーダマン・ミラージュを巡り死闘を繰り広げた。
アニメでは、持っているビー玉の色は緑。
飛田 猫丸（とだ ねこまる）
声 - 渡辺久美子
小学3年生の9歳でチームガッツ最年少。歳相応のかなりの甘えん坊でわがままな性格でビーダーとしての実力は作中最低クラス。にもかかわらず常に根拠の無い自信に満ち溢れているが、逆境に弱く円や津印のような強面相手には弱腰になり逃げ出そうとするなど基本的にはヘタレである。
特技として夜目がきく。初登場時、暗い夜の墓地で行ったバトルではビーダーとしての低い実力を補うために夜目がきくことを活かしてタマゴをギリギリまで追い詰めた。
当初はボンバーマンタイプのビーダマンを使用していたが、チームガッツ追加メンバー募集大会の際にはプロト01を使用。その後、ハンティングリンクスをDr.タマノから渡され、致命的だった命中率の悪さが解消された。『スーパービーダマン バトルフェニックス64』ではニャンコロファイターを使用。
以前からタマゴを追い掛け回していたビーダーで、タマゴを勝手にライバル視している。彼とバトルして敗れて以来のことだが、タマゴ本人は全く覚えがないらしい。
ビリーと同じくチームメイト選抜のバトルを経て、全日本TOPビーダー選手権からチームガッツに参加した。その時のバトルでは遠方からのあてずっぽうでシャドウボムに当てての奇跡的なメンバー入りであった。その後も特に実力が向上した様子はなく、ハンティングリンクスの能力をもってしても札月兄弟に勝つのが精一杯という有様で、全日本TOPビーダー選手権においてもチームの足を引っ張る場面が散在しているが、小柄な体格を活かした軽業師のような身のこなしと異常なまでの逃げ足の速さでチームの危機を何度か救ったことがある。
語尾に「ニャ」と付けるのが癖。常に「ミミ」という名前の猫を頭の上に乗せている。
アニメでは、持っているビー玉の色は水色。

### キングビーダーズ
全日本ビーダー選手権決勝でチームガッツと戦い、敗れた。
伊集院 圧政（いじゅういん あつまさ）
声 - 結城比呂
キングビーダーズのリーダー。
サラーの元クラスメイト。全日本ビーダー選手権編でのボス的存在。勝利のためには手段を選ばずビーダマンの破壊は勿論、逆上した際には平気で相手に向かってビー玉を撃とうとするなど極めて冷酷で攻撃的かつ陰湿な性格で、自分に歯向かう者は誰だろうと叩き潰し、追い詰め、屈服させることに半ば狂ったように執着している。特にサラーには下記の出来事への報復としてトラウマになるほどの執拗ないじめを繰り返した。
かつては全国ジュニア上位にも名を連ねるほどの天才的な少年テニスプレーヤーとして名を馳せ、性格もプライドが高いものの礼儀正しい明朗快活な誰からも信頼される人物だった。転校してきたサラーに生まれて初めてテニスで負け、その時点では身近に強力なライバルが現れたことを喜びサラーの存在を肯定的に捉えていたが、リベンジマッチの際に過度なトレーニングによりボロボロになった姿で現れ、頭部を負傷してまでも試合を続けようとする自らの情熱を当時のサラーに理解されず試合を放棄され、周囲には憐憫の目を向けられ酷くプライドを傷つけられたことにより性格、人相が一変してしまう。上述のようなそれまでとは正反対の負の感情の塊のような人物となり重度の精神的ストレスによって黒かった頭髪は白髪となり、目つきも悪くなり朗らかな表情は一切見せなくなった。
初登場時はスリークロウズ仕様のスーパービーダマンを使用し、圧倒的な実力をもって予選を一位で通過。また予選通過までの捨て駒としてしか見ていなかった後藤と三上を一方的に切り捨て、介入してきたタマゴのビーダマンを破壊した。
チームガッツとの決勝戦ではケーニッヒケルベロスを使用。回転式スリークロウズ・ブラッディクロウズを利用したイングリッシュボールとダブルバーストの圧倒的な攻撃力で終始試合を有利に進め、ファイティングフェニックスも破壊するがバトルフェニックスの登場により戦局は一変、追い詰められると狂乱状態となり指の骨を折るほどの力を込めた締め打ちを使うなど怨念めいた勝利への執念を見せ付けた。チームガッツに負けた後はまるで憑き物が落ちたかのようにかつての性格に戻りサラーと和解し、これまでの所業への償いの印として自身の魂とも言えるケーニッヒケルベロスを彼に預ける。その後は主にサラーの特訓相手として度々登場し、頭髪こそ白いままだがかつてのような爽やかな笑顔を取り戻していた。サラーのビーダマンのなかで最も活躍したスタッグケルベロスはサラーと彼との共同開発でもある。
北条 明（ほうじょう あきら）
声 - 夏樹リオ
キングビーダーズの一員。男のような風貌をしているが実は女の子で、伊集院を「あっくん」と呼ぶほどの幼馴染の間柄。当初は伊集院のプライドを傷つけ、性格を変えたサラーを強く恨んでいた。自分を忘れるなど何もかも変わってしまった伊集院に付いて行くために性別を偽り、女らしさを捨てていた。昔から伊集院に好意を抱いており試合の際には伊集院の身代わりになったりするなど盲目的なまでに彼に献身的だったが、それは今の伊集院の唯一の心の拠り所である勝利への執着心を守るためであり、戦いの中でそんな庇護的な方法では彼を立ち直らせることはできないことに気づく。戦いの最終盤では追い詰められ自身を傷つけながらも戦い続けようとする伊集院の姿に涙するなど、一途に彼を慕い続けた。ビーダー選手権の決勝戦終結後自分を取り戻した伊集院の復活を心から喜びサラーとも和解し、伊集院の頼みでケーニッヒケルベロスをサラーに託す。その後は、伊集院とともにサラーに協力している。最初は髪を結わいていたが全国大会編から下ろしている。
ユンカーユニコーンを使用。
早乙女 基夫（さおとめ もとお）
声 - 伊崎寿克
キングビーダーズの一員。長身痩躯に眼鏡が特徴でガンマ曰く「めがね男」。物語の中で最初にPIビーダマンを使った人物であり、JBAの開発中だったPIビーダマン「X-01」の設計図を基に開発したアイアンサイクロプスを使用し、その圧倒的な性能と背負ったリュックに増設した台に明を乗せ、大柄な自身と小柄な明の体格差を活かした上下からの波状攻撃でチームガッツを苦しめた。表情の変化に乏しくまた台詞も登場回数の割には少なく非常に寡黙。一方で男として本当に大切な物はしっかり理解しているようで、伊集院がタマゴを直接撃とうとした時はそれを諌め彼も素直に従うなど、伊集院にも一目置かれた人物であることが窺い知れ、明が反則負けをしてでも伊集院に敗北をさせまいとした時もまたそれを諌め、伊集院が自分を取り戻した際には笑顔を見せた。
作中では伊集院のチームに加わった経緯が描かれることがなかったが、電子書籍化後の作者の発言によるとサラーや伊集院と同じ学校の生徒であり、図体に反して臆病な性格で、それゆえ後藤たちにいじめられていたところを豹変前の伊集院に助けられたという設定があったが、ページ数の都合で描くことができなかったと明かされている。電子書籍化後の書き下ろしでは伊集院の敗北シーンの再現を本人にリクエストするという茶目っ気も見せた。

### バーグラーズ
全日本ビーダー選手権準決勝でチームガッツと対戦した。ウエスタンな雰囲気でまとめられたチーム。
風間 美利（かざま よしのり）
バーグラーズのリーダー。詳しくは上記参照。
井出 安行（いで やすゆき）
声 - 浅野まゆみ
バーグラーズの一員。アメリカ先住民風の外見をしている。パチンコを応用したインパクトトリガーを装着したビーダマンを使用する。空中での発射力はファイティングフェニックスを上回る。その圧倒的な破壊力がタマゴに気に入られ、お互いにバトルを楽しみ友人となった。
ビーダー選手権決勝戦時にはインパクトトリガーでタマゴにバトルフェニックスを届けた。
大倉 剛（おおくら つよし）
声 - 保志総一朗
バーグラーズの一員。胸にバッジをつけた保安官風の外見をしている。別名「乱れ撃ちの剛」。巨大なタンク状のマガジンを装着したビーダマンを使う。高速連射を得意とするが、命中率はきわめて低く、連射はそれを補うためのものでターゲットを自分の身体で防いで相手のショットを妨害しつつ連射しながら近づき、至近距離から当てるスタイルをとる。英語を交えた口調で話し、口癖は「イヤッハーッ！」（のちに「イーッハーッ！」に変更）。彼にとって「連射は生きがい」。

### 瀬戸内バイキング
全日本TOPビーダー選手権第一回戦でチームガッツと対戦した。第三研究所所属で、水上戦を得意とする。
村上 海人（むらかみ かいと）
瀬戸内バイキングのリーダー。瀬戸内の怪人の異名を持つ並外れた身体能力の持ち主であり、特に体力においてはガンマとの激しい連射合戦の後にもかかわらず息一つ切らさないほどである。訓練を逃げ出す常習犯で、海に囲まれた船の上での訓練から丸二日泳いで脱走し、流れ着いたところをサラーによって助けられたが、その影響で記憶喪失になっていた。その後ガンマとの勝負で記憶を取り戻し、天狗になっていたと反省し己を鍛え直すために自ら訓練に戻った。
連射が得意。基本的には単細胞な性格で攻撃はデタラメなほどすごいが、守りに関しては全く意識を向けないなどの無鉄砲さを見せ、ガンマ曰く「ただのアホ」。しかし、その予測不能かつ破天荒なバトルスタイルでチームガッツを苦しめた。ハチマキのドクロのマークは海人と同じ表情をするときがある。ノーチラスポセイドンを使用。
真鈴（まりん）
瀬戸内バイキングの一員。チームの紅一点。戦略に長けている。一人称は「ウチ」。赤鬼・青鬼には「アネゴ」と呼ばれている。男まさりで勝気な性格で自分の作戦を全く聞こうとしない海人を船から蹴落として臨時リーダーになったことも。海人と同じくノーチラスポセイドンを使用。
太洋（たいよう）
瀬戸内バイキングの一員。動体視力もしくは弾道予測の能力が優れているのか、相手の放ったビー玉がターゲットに命中するかどうかを瞬時に見抜くことができる。海人、真鈴と同じくノーチラスポセイドンを使用。
赤鬼（あかき）
瀬戸内バイキングの一員。チーム「ゴブリンズ」からの追加メンバー。青鬼とは双子。全日本TOPビーダー選手権第一回戦では終始船を動かしていた。
青鬼（あおき）
瀬戸内バイキングの一員。チーム「ゴブリンズ」からの追加メンバー。赤鬼とは双子。
愛機は金棒（メタルスティック）ビーダマン。船をも揺らす強烈なパワーショットを放つが、狙い撃ちは苦手。

### ヴァンクィッシャーズ
全日本TOPビーダー選手権準決勝でチームガッツと対戦した。第四研究所所属で、ガンマがかつていた関西の後輩である我猛トキオがリーダー。団員のうちの数名の苗字はおでん種の名前にちなんでいる（我猛→ガンモ（がんもどき）、近輪→ちくわ、大根→だいこん）。全員がバーニングアトラスを使用。
我猛 トキオ（がもう トキオ）
ヴァンクィッシャーズのリーダーでガンマの関西時代の後輩であり、彼から直接手ほどきを受けていた弟分にしてただ一人の弟子だった。ガンマにくっつき、いつも彼の真似をしていたため、関西では「ガンマもどき」を略して「スナイパーガンモ」というあだ名で呼ばれていた。円同様に偵察していた天空を相手に仲間共々全滅し、ビーダマンを奪われた。同日にトキオたちに泣き顔を見られたくなかったガンマが黙って引っ越していったことを自分たちを見捨てたと誤解してしまい、逆恨みに近い感情で彼を敵視するようになり了承も得ずに独断で「新・西のスナイパー」を名乗り、ガンマのいない関西で名を馳せていた。
その一方戦術や相手への挑発のやり方はほとんどがガンマ譲りのものであり、ガンマの引っ越しの際に置き土産として譲り受けた以前から自分が欲しがっていた彼のサングラスを今もなお着用している。
バトル前半では頭に血を登らせたガンマを孤立させ、バーニングアトラスのハンマーショットによる息の合ったチームプレーでの波状攻撃で優位に立つが、冷静さを取り戻したガンマの自分の予想の上を行く奇策と完全な性能を発揮したコンバットフェニックスを前に惜敗した。バトル後にガンマに黙って関西を出て行ったことへの真意を問いただそうと食って掛かるが、ガンマの本懐を知ると涙ながらに和解し正式に「西のスナイパー」の通り名を譲り受けるが「センパイに勝つまでは」とこれを返上、その後ガンマからは名前で呼ばれるようになった。
近輪（ちかわ）
ヴァンクィッシャーズの一員。少々短気な一面を見せる。そばかすが特徴。
闘志（とうし）
ヴァンクィッシャーズの一員。バンダナを巻いている。
悠（ゆう）
ヴァンクィッシャーズの一員。近輪とは兄弟らしい。
大根（おおね）
ヴァンクィッシャーズの一員。常に笑顔で、敬語でしゃべる。八点射改造を施した特注のバーニングアトラスを使う。

### シャイニングウォリアーズ
全日本TOPビーダー選手権決勝戦でチームガッツと対戦。ダークマターの乱入により試合は中断されノーゲーム。第一研究所所属だが、代表地域は不明。
高原 命（たかはら みこと）
シャイニングウォリアーズのリーダー。高原兄弟の3男。小柄で細身の外見でありながら、内に秘めたパワーにおいては円と天空を同時に片手で持ち上げ、タマゴ以外のシャドウボムを一撃でしとめるほどの腕を持ち、強靭な体力と冷静な判断力も持ち合わせているチーム最強の男。円曰く「どんなにあらがっても力の及ばぬ天才」。作中でタマゴのキャノンショットを止めた唯一の人物である。クールヘリオスを使用。
円 大作（まどか だいさく）
声 - 梁田清之
シャイニングウォリアーズのメンバーで、ガーディアンの1人。ハチマキが特徴で、後にマダラによって左目部に3本の傷をつけられる。冷静沈着で用心深い性格。小学6年生だが大の大人をはるかに上回る圧倒的な体躯（バスの運転手に大人料金を払えと間違えられた）を誇り、天空、たけるとともに「パワーショット三羽烏」と呼ばれる凄腕のパワーシューターで、通常よりも大きいビー玉・ジャイアントボムを使用する（ヘビーボム同様に後述の相手に全力を出させるための手段であり、ビーダー選手権ではルール違反になることから未使用）。筋肉のみならず腕に覚えもあるようで、サラーのボディガードのボブを人さらいと勘違いして叩きのめしてしまったことがある。
ビーダー選手権開幕前は、ガーディアンとしてスカウトできる実力の高いビーダーを見つけるべく、相手に全力を出させるためにビーダマンバトルで勝利した相手からビーダマンを奪うという卑劣漢をあえて演じながら、各地を回る偵察員的な役割を果たしていた。そしてスナイパーガンマのデータを取るべくタマゴらの街を訪れ、ガンマ、そして偶然実力を見出したタマゴと因縁の対決を行うことになる。タマゴを追い込むべく巨大な鉛玉・ヘビーボムを使用してタマゴたちを苦しめたが、タマゴとガンマの特訓により敗れ去った。
その後TOPビーダー選手権におけるメンバー増員で天空とともにチームに合流。命の組んだプログラムに従ってチームガッツと戦い、天空、たけるの3人でタマゴ以外のメンバーを全滅させるほどの実力を見せた。ダークマター襲来後はガーディアンフェニックスを受け継いだタマゴたちのサポートのため、サラーの城に滞在する。
初登場時はジャイアントボム仕様のゴーレムボンバー、大会ではギガサラマンダーを使用。『スーパービーダマン バトルフェニックス64』ではバーストギガンテスを使用。
高尾 天空（たかお てんくう）
シャイニングウォリアーズのメンバーで、ガーディアンの1人。パワーショット三羽烏の中でも最大の体躯を誇る。モヒカンのような独特の髪型と天狗のように長い鼻が特徴で、この鼻に触られるとキレて手がつけられなくなる。やはりジャイアントボムを使用（ビーダー選手権ではルール違反になるので未使用）。連射とカエルが大の苦手であり連射を受けると慌てふためくなど図体の割には小心者な一面も。
円と同様に偵察員的な役割を果たしており、ガンマが昔住んでいた町を訪れトキオを含むビーダーたちを全滅させた。その後、円とともにチームに合流し、命の組んだプログラムに従ってチームガッツと戦った。
クリムゾンギガントを使用。
草薙 たける（くさなぎ たける）
シャイニングウォリアーズのメンバーで、ガーディアンの1人。パワーショット三羽烏の中で最強の実力を持ち、彼のみ全日本ビーダー選手権からシャイニングウォリアーズとして戦い続ける。円と天空とは長い付き合いのようだが実力の高さから結果として抜けがけという形でいち早くチーム入りを果たしたことにより、天空には嫉妬心を持たれていたが劣勢になった二人を助けるという形で和解。体格は円と同程度だが他の二人と違い顔つき性格共に穏やかな人物で、単騎でチームガッツの前に対峙してなお余裕のある佇まいを崩さないなど実力に裏打ちされた精神の持ち主である。
ブレードオロチを使用。
高原 光（たかはら ひかり）
シャイニングウォリアーズのメンバーで、ガーディアンの1人。命の姉であり、ガーディアンフェニックスの元々の持ち主だったが、円を守るためにマダラを撃ってしまったことでビーダーの資格を失っている。そのためバトルにはほとんど参加しておらず、それまでチームは4人で戦って来た。バトルをしないため描写こそされなかったが、常人が使えば反動で手が痺れるガーディアンフェニックスの本来の使用者であるため、タマゴ並のパワーシューターであることが窺える。そのため、電子書籍化後の書き下ろしでは林檎を片手で握り潰すという驚異の握力を見せた。

### JBA
Dr.タマノ
声 - 堀内賢雄
最初に登場したJBA技術者で第6研究所所長。技術者としての腕は超一流だが性格はお茶目で大人気なく、ヘマをすることも多い。逆V字髭とサングラスがトレードマーク。
Dr.古賀（こが）
JBA技術者で第3研究所所長。初登場時は訓練から逃亡した海人を叱責する形で厳格な態度をとったが、彼もまたタマノと張り合うほどお茶目な性格で大人気ない。
Dr.矢部（やべ）
タマノの師匠。すでにかなり高齢だが技術力はタマノをして「芸術的」と言わしめるほどのもので、全てのJBA技術者の目標という存在。しかし年のため視力が低下、タマノにJBAとビーダーの未来を託して引退した。やはりお茶目な性格。
Dr.野口（のぐち）
名前しか登場していないJBA技術者。本来は第1研究所所長だが、Dr.矢部に譲っている。
Dr.迫（さこ）
JBA幹部。ダークマターを利用してJBA最高幹部会議議長の座を乗っ取った。しかし、夜見の手ひらで踊らされていたことに気づき、最終回で置き手紙を残して逃亡する。
菊地（きくち）
JBA第6研究所職員。全日本TOPビーダー選手権全国大会からチームガッツをサポートし、主にヘリでの会場までの案内や研究所でのタマノの補佐などで活躍する。最終回でチーフという役職であることが明らかになった。
立花（たちばな）
JBA第6研究所職員。前髪がカールしている。ヘリを操縦することができる。
相原（あいはら）
JBA第6研究所職員。眼鏡をかけている。
マスター攻略王
声 - 森久保祥太郎
大会の司会を務める。ビーダーの兄貴的存在。
高原 夜見（たかはら やみ）
高原兄弟の長兄。ダークマターのリーダーであり、ガーディアンの創始者でもある（ガーディアンは現役を退いている）。実はJBAのオーナーであった。それまでルールを守らなかった者をダークマターとして切り捨ててきたが、ガーディアンであったマダラが過ちを犯してしまったため罰を与えたものの、幼いマダラにはそれが理解できずかえって最凶最悪のダークマターになってしまう。
このことから間違いに気づき、ダークマターを組織化した。理由として、どんなかたちであれビーダーとダークマターたちが平等な立場で直接交わるきっかけを作りたかったと語っている。大会後、Dr.タマノと一緒にJBAの再建に協力している。エターナルエクリプスを使用しているが、作中では撃っている描写がない（発射の瞬間は描写されていないが、フラッシュワイバーンが撃ち落とされている）。

### ダークマター
ビー魂を持たないビーダマン使いのことであり、勝利という快楽の追求を目的とし、そのためなら平気で人を撃つ。物語の後半に夜見が「僕たちはルールを守れないビーダーをダークマターとして切り捨ててきた」「ダークマターを組織化したのは」と発言しているため、元々は組織的なものではない。TOPビーダー選手権に津印が乱入してきたことでそれまで存在を知らなかった一般のビーダーにも広く知れ渡り、恐れられた。その後、Dr.迫により表向きはJBA本部直属のビーダーとされ、全国にある各研究所のトップを倒してビーダーの制圧を行った。組織の運営上の仕組みや構成員、その人数などは全く不明。
主にタマゴたちと戦ったメンバーは以下の4人。
津印（ついん）
初めて現れたダークマター。ジェミニシリーズの使い手で、ビリーと同じ二刀流。回想ではX-01を使用。しがみついていたタマゴの口を狙ってビーダマを撃ち、くわえていたコンバットフェニックスを落下させ破壊した。タマゴたちの町に現れた時は札月兄弟のイカサマに引っかかりストライカージェミニを奪われ、取り戻してもなお収まらぬ怒りを札月にぶつけようとしたがタマゴとビリーに介入されこのことが因縁となりビリーとライバル関係となる。元々は普通のビーダーだったが、腕が良かったゆえに周りから妬まれ、ビー玉を人に当てたとされて（実際には当たっていない）、公園から追放された。その後、相手に謝ろうとした時先述の企みを聞いて激怒し、今度は本当に相手にビー玉を当て、ダークマターへと入った。愛機はストライカージェミニとハンマージェミニの変則二刀流であり、樹の幹にハンマーを垂直に叩きつけハンマーショットを放ったり、ストライカージェミニのトリガーショットとハンマージェミニのハンマーショットの同時発射など技量に関しては死闘を繰り広げたビリーも素直に認めるほどに高い水準にある。
上記のような横暴こそ行うものの、負けた際には自らダークマターの最下層に落ち、100人抜きを達成して幹部に復帰したり自分たちが負けたのにもかかわらずE-Unitのデータを仲間が強奪した際には激高し、故障したガルムを心配するなどビーダー憎しの感情のみならず勝負に対して独自の強いこだわりを持ち、完全な外道ではなくビリーとの戦いの後にはビー魂を取り戻しつつある姿があり夜見も「彼はもうダークマターとは言えない」と判断するなど、ダークマターのビーダーへの復帰の足がかりとなった人物でもある。
伴太（ばんた）
ダークマターの幹部。目つきの悪いバンダナを頭に巻いた男。ダークマターの割には事なかれ主義な思想の持ち主で冷めた言動が目立つが与えられた任務は確実にこなす幹部相当の実力は持っている。愛機はバーストオライオン。
銀河（ぎんが）
ダークマターの幹部。男だが、女口調でしゃべるため女と思われることがある。愛機はギャラクシーフォートレス。
マダラ
高原兄弟の末弟。天才と呼んで差し支えない実力の持ち主だったが年齢ゆえに精神的に幼かったためルールを守ることに必要性を見出せず光を庇った円を撃った罰としてビーダマンを取り上げられたことがトラウマとなり最凶最悪のダークマターと化してしまった。彼のショットは真空の刃（かまいたち）が走るほど強烈。語尾に「だな」をつけて話す。対戦相手をおもちゃと呼ぶなど遊びと競技の区別が付いておらず、ルールなど意に介さない正に悪鬼の如きバトルスタイルでガンマたちチームガッツを含めたビーダーたちを次々に戦闘不能にしたがタマゴとの最終バトルでルールを守った上での真剣勝負に敗北、同時にその楽しさに気付く。ガンマには「努力する天才」のタマゴに対して「あまったれの天才」と言われた。愛機はスティンガースコーピアス。

### その他のキャラクター
戸坂 玉四（とさか たまし）
声 - 玄田哲章
玉悟の父親の弟（玉悟の叔父）。兄からタマゴを任され、ビル建設の工事現場で働いている。その都合で引越しを繰り返し、工事現場を渡り歩いていた。タマゴからは「玉四」と呼び捨てされている。
タマゴの理想型ビーダマン「スーパービーダマン」を、落書きのような汚い設計図から一晩で作り出してしまうなど、手先はかなり器用で、ガンマも一目置くほど。
作者のTwitterによると、当初この玉四が本編におけるドクター・タマノの役を担うはずだったのだが、実在のタマノ本人から「自分を漫画に出してくれ」という要望があったため、そのまま先述の設定が有耶無耶となったまま外伝編を除いて作中から姿を消した。
かける
声 - 加藤優子
タマゴのビーダー仲間。その中では名前で呼ばれている数少ない人物。ビーダーとしての腕前は並。よく公園でビーダマンバトルをしている。番外編で預かっていたバトルフェニックスを札月兄弟に奪われた時に、それを取り返すためマスター攻略王SPIIIをDr.タマノから借りて使用した。
本作品よりも先に連載されていた同作者の『コロコロまんがアカデミー』の主人公。同作品において、苗字が「角野」であり、「カコ」という名の妹がいることが判明している。
まもる
声 - 山崎依里奈
タマゴのビーダー仲間。その中では名前で呼ばれている数少ない人物。
よく公園でビーダマンバトルをしている。
黒羽兄弟（くろはきょうだい）
声 - 矢島晶子（黒羽光一）、山田美穂（黒羽剛）
サッカー部に属する双子の天才ストライカー。ビーダマンバトルでも息のあったコンビプレーを披露する。もう一人、下の弟がいる。ビーダー選手権では予選で敗退し、チームガッツを応援した。
北山 隼人（きたやま はやと）
タマゴがスキー場で出会った少年で、ウィンター仕様のビーダマンを持つ。スキージャンプの選手だったが、事故のトラウマで飛ぶことができなくなっていた。タマゴによってそのトラウマを克服する。同じくスキージャンプ選手の兄がいる。
サッカー部のキャプテン
声 - 西村智博
サッカー部をまとめている。サッカー以外は全く興味を示さない。黒羽兄弟曰く短気で単純な今どきめずらしい熱血バカ。
後藤、三上（ごとう、みかみ）
声 - 吉野裕行（後藤）、私市淳（三上）
サラーをいじめていた連中。伊集院に下っ端として扱われ、全日本ビーダー選手権予選でタマゴたちを妨害したが敗北。その後伊集院が実は裏で北条や早乙女とチームを組んでおり、自分たちは捨て駒だった事実を知って、伊集院に食って掛かる。
その際、予選で使用していた三上のスリークロウズのレプリカのビーダマンは伊集院に破壊され、後藤の持っていたもう一体はタマゴに庇われたことで難を逃れた。
その後、後藤のビーダマンはチームガッツに預けられ、ファイティングフェニックスの開発に役立てられ決勝ではチームガッツを応援した。
チームシャドウズ
声 - 日高奈留美（青木拓魔）、山口隆行（原田哲夫）、河内麻友子（片山敬塁）
全日本ビーダー選手権第一回戦でチームガッツと対戦した、青木拓魔、原田哲夫、片山敬塁のチーム。下の名前はアニメ化の際につけられた。
敗戦後はチームガッツを応援した。青木はチームガッツ追加メンバー募集大会にも参加した。敗れて呆然となると、サングラスが外れて可愛らしい目元が覗く。
チームバンディット
海賊風のバンダナを着けたチーム。一回戦でキングビーダーズと闘い、伊集院の一撃だけで呆気なく敗北。
パーフェクトハンターズ
声 - 柏倉つとむ（渡辺完治）、阪口大助（修二）、陶山章央（基司）
全日本ビーダー選手権第二回戦でチームガッツと対戦した、渡辺完治、修二、基司のチーム。完治以外のメンバーの名前はアニメ化の際につけられた。
散弾で複数のビー玉が撃てる「ショットバレル」を駆使した戦いが得意だが、パーツの構造上近距離戦は苦手。サラーのビーダマンのゴールドメッキボディを鏡にしてターゲットの位置を探るなど戦略性は高い。敗戦後、リーダーの完治はチームガッツにキングビーダーズのデータ映像を提供するなどチームガッツを応援したほか、チームガッツ追加メンバー募集大会にも参加した。
T・レックス（チーム・レックス）
全日本ビーダー選手権の予選を7 - 9位で通過している白田保歪人、青田葵、赤田呉内のチーム。個人の名前はアニメ版で付けられた。
準決勝ではマスター攻略王SPIIに似たビーダマンを使った。だがキングビーダーズの圧倒的なパワーの前に手も足も出ず、1点も取れずに終わった。
セバスチャン
声 - 糸博
サラーに仕えている執事。サラーからは「じぃ」と呼ばれている。
札月 鋭一（ふだつき えいいち）
ビリーの住む町にいる、イカサマを使う鼻つまみ者のビーダー。寿利亜という姉と鋭二という弟がいる。よく鋭二と一緒にいるので、札月兄弟と呼ばれる。
当初はプロト01を使っていたが、後にEX-01に代える。
ビー玉を人に当てたために街を追放され、以来ビリーをライバル視する。勝つためなら手段を選ばない質の悪い性格で、卑怯なやり方なら何でも思いつく。ビーダマンバトルでは、イカサマを駆使した戦い方をするが、それでもガンマやビリーには勝てず、しまいには作中で唯一ネコ丸にまで敗れている。
そんな行いが災いし、津印からイカサマでストライカージェミニを奪ったことで目をつけられる。公園のビーダーたちに助けを求めた際も「自業自得」「札月が悪い」と相手にされなかったが、完全に追い詰められた際には自分を助けようとしてくれているタマゴとビリーを見捨ててでも逃れようとするのは流石に憚られたのか、潔く姿を現しビリーも「いいところあるじゃないか、札月」と彼を認めた。
チームガッツには、最終回で全世界ビーダー選手権が開かれた際に、故郷に帰りアラブ大会で代表になったサラーの代わりに加入。ガンマの話ではイカサマをトリックプレイに進化させたという。初登場より髪が長くなっていた。
札月 鋭二（ふだつき えいじ）
鋭一の弟。いつも、イカサマの手伝いをしている。
ケンジ
ビリーのビーダー仲間。
ガンマの母
ガンマの母親。ガンマのことは「ガンちゃん」と呼んでいる。怒るとかなり恐いらしい。声のみ登場。
オーグル
初登場は番外編だったが、後に本編にも登場。JBAが開発した人造ビーダーだったが、ある事件がきっかけで現在はJBAのお手伝いロボットとなり、人格をもっている。腕にショックガンを装備しており、研究所の緊急時にはガードロボットとしても機能する。重要なデーターはオーグルの中にしまってある。
最初に登場したエピソードは雷に打たれて人格を持って暴走する、というストーリーであり、ジョン・バダムの映画『ショート・サーキット』のパロディだったが、このことについて後年ファンにTwitterに指摘されるまで作者本人がまったく気付いていなかったという。
ガルム
E-unitを守っていた狼型ロボット。E-Unitを手に入れる際にダークマターの下っ端によって破壊されるが、その後Dr.タマノの手により復活、現在はタマゴたちの練習用ターゲットロボットとして活躍している。
オーディーン
SFC版ソフト『爆球連発!!スーパービーダマン』のストーリーを漫画化した番外編に登場。
B・パークのマザーコンピューターで自身はOSギア専用ビーダマンらしきビーダマンを使用。Dr.タマノの言葉に反旗を翻し闇の攻略王と化した。「死闘」のバトルでタマゴたちに敗れ改心し、ビー魂を得た。
なお、ゲームと漫画では人間体、ビーダマン共にまったくデザインが違う。
漫画版では監視カメラを通じてタマノとマスターの会話を読み取り、人間に反乱を起こすというスタンリー・キューブリックの映画『2001年宇宙の旅』のHAL 9000をモチーフにしたストーリーとなっているが、このことについてオーグルと同じく後年ファンに指摘されるまで作者はまったく気付いていなかったという。
ジャイアントゴロウ
BIGボールという巨大化して見えるビー玉を撃つ。鹿児島弁。
スナイパーシンゴ
腕に付けた自動給弾装置を繋いだビーダマンを使い連射を得意とする。
ハスラーナミ
バニーガール風の服を着た女の子。
疾風のタクヤ
ハスラーナミの弟。
モナワン星人
番外編で登場した、戦いを知らない宇宙人。グーバをやっつけるために、タマゴたちに助けを求めてきた。ガンマは初め、Dr.タマノの立体映像だと思っていた。
小野寺 マリ（おのでら まり）
声 - 池澤春菜
女の子だけのチームを作って、ビーダー選手権に出場するのが目標。だが友達は初心者であったため、教えていたところに小さい子が集まり、両方をコーチしている。用事でいない間に、チームガッツが一方的なバトルで子どもたちからビー玉を奪ったという話を聞き激怒。制裁を加えるべくチームガッツに会いに行くが、ニセチームガッツの仕業だったことが発覚しニセチームガッツと戦うことになる。ニセチームガッツと戦う時、正体がばれないようにタマゴとガンマに女装させたが、後から来たサラーが2人の女装姿を見て「見てはいけないものを見てしまった」と勘違いし逃げ出したため、代わりに3人目として戦う。バトル後、「チームガッツは強くてステキなビー魂を持っている」と称賛していた。原作ではサっちんとエリカという友達がいる。
アニメでは、ビーダー選手権予選で中尊寺ミキと大豪寺ナナと一緒に「B.Bハニーズ」として登場。チームガッツとバトルし、中盤まではリードしていたが、最後タマゴに逆転され敗退した。その後も観客席で試合を観ている。ガンマが完成したワイルドワイバーンの試し撃ちの際に乱入してきたビリーとの初対決の後、ビリーに勝つにはどうしたらいいのかと悩んでいる時にバトルを挑む。このバトルがきっかけでガンマはスピードローダーマガジンを開発する。
ニセチームガッツ
番外編に登場したチームガッツの偽者。チームガッツの名を騙り、チームガッツを知らない初心者をカモに一方的なバトルを仕掛けてはビー玉を奪う行為を繰り返していた。イヤミな顔のガンマ、平目のタマゴ、たれ目出っ歯のサラー（髪はカツラ）という構成で、3人とも全く似ていない。ビーダマンは未改造のごく普通のプロト01を使用。チームバトル未経験な上に腕前は並であり、本物には全く歯が立たなかった。
ビー玉番長
番外編に登場。年齢と本名は不明。タマゴの街に突然現れたビーダー。独自の改造を施したプロト01を使用する。拳で叩く「メガトンショット」が得意技だが、気合溜めに時間がかかってしまうのが難点。札月兄弟のウソでタマゴにバトルを挑んだが、彼の優しさに触れたことで敗北を認め、自分をだましていた札月兄弟を追い返す。その後はタマゴを「総番長」と呼び慕うようになった。ビーダーの掟を遵守する豪快な性格で正義感が強く、街中でも評判が良い。子供たちに人気がある。
札月 寿利亜（ふだつき じゅりあ）
番外編に登場。札月兄弟の姉。中高生不良グループのリーダーで日々ケンカに明け暮れている。子供嫌いで弟たちに対してもかなり辛辣。ケンカ道具はビー玉で、直接投げつける。しかしタマゴにビー玉がぶつかりそうになった時は本気で心配して駆け寄るなど、素直じゃないだけで本当は優しいところもある。空き地の所有権を巡り弟たちの頼みでビー玉番長と対峙するが彼の男気に惚れ込んでしまい、弟たちに彼にちょっかい出したら承知しないと釘を差し引き上げていった。

## ビーダマン
括弧内はシリーズ名。詳しくはビーダマン#スーパービーダマンを参照。

### フェニックスシリーズ
タマゴ専用機。パワーに優れており、共通して3方からビーダマをホールドし強力なドライブショットを発射できる「デルタシステム」を採用。「壊されて、修復ないし新規開発する」というのが基本的なスタンスである。
赤ボン (スーパー)
厳密にはフェニックスシリーズではないが、便宜上ここに記載。男の子のタマゴが女性ボンバーマンの赤を使っていたのは母親のプレゼントだったためという裏設定がある。ガンマとの出会いから伊集院のスリークロウズに敗北するまで使われ続けた。原型は当時販売されていた単発式のものと同様の構造でビス止めなどが成された分解不能形だった。2話目にして早くも腕の部分を折ってしまうが、ガンマによってピアノ線を使って強化修復された。さらに玉四によってタマゴ自身が発案し図面を引いた2連射式の「スーパービーダマン」に改造される。
2連射式ビーダマンは連載当初彼らの街では一般的ではなかったようで、円をはじめとして初めてタマゴとバトルした際には驚かれることも多かった。ガンマの製作したカスタムパーツとも一通り互換性が保たれており、ロングバレルやメタルウイングといった部品で通常のビーダマン以上の性能を発揮した。後にこのタマゴ発案のスーパータイプは「頭の空洞からの給弾」「スプリング内蔵による半自動トリガー」という有効性が認められたのか、JBAからも同様のものが発売されたらしく、ビーダー選手権では独自のOSビーダマンを開発していないチームが多く使用していた。
最終的には後藤の改造レプリカビーダマンを庇う形で伊集院のパワーショットを受け大破。なお、破壊描写が雑誌版と単行本で若干異なる。破損したホールドパーツの一部はファイティングフェニックスのデルタシステム構成樹脂と同一素材だったため、欠片を溶かしてプレスされている。
ファイティングフェニックス (OS)
ガンマが設計し、スリークロウズを発展させたデルタシステムを初めて採用。左右のホールドパーツはOSギアのアームを使って締め付けられるように斜めに構築された。また、樹脂の中には伊集院に破壊された赤ボンのパーツが含まれている。初登場時には一撃で勝負を決めるほどの威力を見せた。しかし次第にタマゴのパワーについていけなくなり、決勝戦直前にギアのアームが折れ、本体そのものがボロボロになっていることが判明。バトルフェニックスの開発が間に合わなかったためにも持ち込まれたが、最終的にはデルタシステムがビー玉発射時に壊れてしまい、最後は伊集院のシャドウボムにダメージを与えたことで彼の逆鱗に触れ、ケーニッヒケルベロスにバトルフィールド外に落とされ破壊された。
本機のデルタシステムにおける「腕とホールドパーツを直結して斜めに配置する」という構造は後のシリーズの基礎となり、その優れた機構は味方のガンマ機はおろか、敵チームの伊集院機でさえも採用している。
アニメではホワイトビーダマンをベースにしており、伊集院に破壊されたホワイトビーダマンの頭部のシールを流用している。
バトルフェニックス (PI)
ファイティングフェニックスが伸び続けるタマゴの実力に付いていけず、OSギアを付けていてもボロボロになりつつあるのを見て、ガンマが設計を開始したもの。初期設定はガンマのオリジナルであるが、それが偶然にもタマノが以前から研究していたPIシステムと酷似していたため、タマノも設計に参加し、完全なPIシステムとなった。デルタシステムなどの基本的なシステムはファイティングフェニックスとほぼ同じであるが、デルタシステムの上側2本のツメにはローラーが付けられ、両肩にはスプリングの付いたパーツ「キャノンサス」を装着。より強力な締め撃ちを可能としている。全日本ビーダ選手権の決勝戦の最中にビリーたちによって届けられ、タマゴは伊集院に対し「友情という名の炎からよみがえった」と発言している。
コンバットフェニックス (PI-EX)
EXシステムの基礎理論がJBA本部から提供されたために、タマノの希望によりPIシリーズの中で最も早く造られ実践データの蓄積のあるバトルフェニックスから改造された。理論が提供されたのはTOPビーダー選手権第一回戦終了後で時間もあったのだが、タマノの予想以上に複雑だったため改造が間に合わず、不完全なまま試合に出ることになったがコアはアストラルコアの試作品、キャノンサスを改良した「メガキャノンウイング」は装備されていないという完成度50%の状態でバトルフェニックスと同等の性能を持つ。試合中盤に前述の追加装備を輸送カプセルにより受け取りパーフェクトモードになったときはそれまで苦戦を強いられてきたヴァンクイッシャーズのバーニングアトラスを圧倒、ハンマーショットによるトリプルバーストはおろか八点射をもってしても相殺できないほどの驚異的なパワーを発揮した。後にタマゴの強力な締め撃ちに耐えうる耐久力を得るためにフレームをEXヘビーフレームに変更されている。TOPビーダー選手権決勝戦時に乱入してきた津印によって落とされその衝撃でスプリングパーツを破壊された後、ダークマターが会場を崩壊させたため回収不可能となる。バンガードを除きフェニックスシリーズでは最も出番が少ない。
ガーディアンフェニックス（ガーディアンモデル）
ドクター矢部がバトルフェニックスのデータから作ったGモデルの機体。最初の持ち主は高原光だったが、コンバットフェニックスが回収不可能となったためタマゴに譲渡された。タマゴ曰く、撃つ手ごたえがキャノンショットに似ているらしい。しかし、反面タマゴの強靭な腕力を活かした締め撃ちには適しておらず、後に下記のバンガードフェニックスを手にした際には「ガーディアンは撃ちやすいけど、やっぱり締めうちができるほうがいい」と喜んでいた。この機体がフェニックスと判明してから、ガンマにスペアで目を入れてもらった。
バンガードフェニックス (E-Unit)
ミラージュから抽出したEユニットのデータからガンマとタマノが開発。作中登場する最後のフェニックスとなった。後にタマゴのリクエストから作られた新型キャノンサス「バスターキャノンアーム」を装着してバスターキャノンモードとなる。バスターキャノンモードになった後、タマゴがターゲットに試し撃ちをしたところ、ターゲットは無残にも四散した。この強さに仲間はもちろんタマゴ本人も唖然としていた。その発射威力はたとえ水中で撃っても全く衰えないほどである。

### ワイバーンシリーズ
ガンマ専用機。片手撃ちに特化したシステムになっている。ガンマのビーダマンは当初は連射のみに特化していたが、ワイバーンシリーズになってからはパワーショットを撃てるようになった。
マグネットボンバー
厳密にはワイバーンシリーズではないが、便宜上ここに記載。ガンマ初登場時の愛機で単発式。この時点で片手連射や狙い撃ちを前提とした大掛かりなチューンナップパーツを持参し、短時間で取り付けていた。タマゴの赤ボンと引き分けた機体だが、ガンマ機では最も出番が少ない。一度はガンマの試合放棄とみなして円に奪われたが、タマゴが円に勝利したことで取り返した。
クイックローダー (スーパー)
マグネットボンバー同様、厳密にはワイバーンシリーズではないが、便宜上ここに記載。ガンマが独自開発した最初のビーダマン。ボディカラーは緑。彼の愛機では初めて通常のボンバーマンヘッドが使用された。足元からビー玉を補給することで連射性能を飛躍的に向上させ、さらにホールドパーツにパワーウイングを取り付けることでの強発射も可能。また、野試合の場合のみ、腕にガンベルト状のビー玉補給装置を巻き、腕を振るだけで給弾が可能となっていた。このビーダマンの足にはビー玉を持ち上げるため特殊な樹脂が使われているらしく、暫く学校から帰っては気泡除去のために家にこもりっきりとなっていた。元々はタマゴを倒すために開発した機体だったが、円との対戦が初陣となった。
しかし、自身でも計算外だったパワー対策についての円に弱点を悟られ敗北。円との対決はタマゴが引き継いだ。ビーダー選手権では円との対戦で編み出した荒業の空中給弾で1回戦相手のシャドウズの度肝を抜いたが、無理のある戦い方だったために終盤でピンチに陥り、ファイティングフェニックスの文字通りの一発逆転のデビューを印象付ける形でスナイパースペシャルに改造されハンターズ戦の後サラーのゴールデンビーダマン同様出番は終了となった。
スナイパースペシャル (OS)
マグネットボンバーとクイックローダー同様、厳密にはワイバーンシリーズではないが、便宜上ここに記載。クイックローダーとワイバーンの間のみ使用されたOSギア用の強化装備。劇中ではパーツ名の「片手撃ちサーバー」と呼称され、実物はスナイパースペシャルの商品名で販売された。OSギア装着状態ではボディが大きくなるため片手撃ち用の補助パーツを開発したい、という概念から生み出され、設計の半分をタマノが片手で撃ち込んだ。ボディは頭部空洞式のボンバーマンビーダマンだが、OSギアに取り付けたサーバーで連射速度が向上。クイックローダー以上に身体への負担も大幅に軽減された。連射性能への向上が続いたためガンマは「このままではスナイパーではなくマシンガンマになってしまう」と語った。しかし、パワーショットとの相性という課題が残ったことで、僅か1試合終了後に次世代機ワイルドワイバーンの開発が行われることとなった。
ワイルドワイバーン (OS)
全日本ビーダー選手権準決勝からガンマが使用。四本のホールドパーツを有した機体。完成直後は片手撃ち用のパーツとしてスナイパースペシャルの片手撃ちサーバーを使っていたが、ビリーとの野良試合での戦訓からワンハンドウイングとスピードローダーマガジンに変更した。スピードローダーマガジンを使用することで左手を使ったパワーショットも可能になった。なお、初陣はマスターから禁じられていた試合期間中の野試合（ビリーとの初対決）であった。
バリアントワイバーン (PI)
全日本ビーダー選手権終了時に全国大会であるTOPビーダー選手権の存在を知ったことで大会会場のラボに残り、（強引に手伝わせた）タマノと共に完成させた。専用の片手撃ち用特殊トリガーパーツを装備している。パワーリンクウィングと呼ばれる、トリガーを押し出す親指に対して支えとなる人差し指・中指がかかる部分がホールドパーツに直結しており、トリガーを押すために力を加えると自動的にホールドパーツが締まる仕組みとなっているため、左手でホールドパーツを締める必要が無くなり、片手でのパワーショットが可能になった。
スプレッドワイバーン (PI-EX)
ガンマとDr.タマノがTOPビーダー選手権決勝戦に向けて開発した機体。トリガーを押すと同時にホールドパーツが機体後方に下がるショートストロークシステムによって連射性能は倍化し、自動的に締め付けるスプレッドウィングの展開でパワーショットの連射が可能。バリアントワイバーンのパワーリンクウィングと比較するとややシンプルなギミックだが効果は高い。後に研究所潜入の時誤って落としてしまい回収しようとした時オーグルに踏み潰される。ワイバーンシリーズで唯一破壊された。
フラッシュワイバーン (R)
ガンマが設計したワイバーンシリーズのノウハウを結集させた究極のワイバーン。従来のショートストロークシステムとラウンドクロウズを融合させたRショートストロークシステムを搭載している。パワー対策の機能としてケーニッヒケルベロスの機能と似た可動式のパワーリングをラウンドクロウズに搭載しているが実際の商品にも漫画にも説明がない。タマゴ曰く「パワーも連射も強力」とのこと。

### スフィンクスシリーズ
サラー専用機。変化球を連射するために頭部にトリガーを設置しているのが最大の特徴。
ゴールデンビーダマン (スーパー)
厳密にはスフィンクスシリーズではないが便宜上ここに記載。スネークショットのイカサマを見破られたサラーがタマゴとの再戦から使用したビーダマン。トリガーが通常のビーダマンとは異なり、頭部のアイポイントとなっており、ホールドパーツは内蔵式で、アイポイントの下にショット調整用の目盛りが設置され、このダイヤルを回すことで中のホールドパーツが連動して動き、「カーブ」「シュート」「バックスピン」「ドライブ」の4種類を撃ち分けることができる。初使用時はトリックショット有利な地形でのバトルで、ビー玉にインチキが仕込まれていないことを示すため、ガンマのビー玉を用いて使用された。JBAにもこの独特の発射機構とトリックショットという概念は未知のものであり、タマノや他のチームを驚かせた。しかし、OSギアでの強化が不可能であった上、ボディが金色で反射しやすいことからチームを危機に陥れ、このことが連射とパワー、そして変化球を同時に実現させる後継機のスタッグスフィンクス開発への足がかりとなる。
スタッグスフィンクス (OS)
ゴールデンビーダマンのシステムをOSギア対応用にした機体。トリガーである二本の角を上から下に押し下げるという特殊な発射機構をしている。こうして真下に向かって発射された玉は内部パーツで弾かれ前方へと発射されるが、このシステムによりビー玉に螺旋回転をかけることを可能にしているため、地面との接地により左右に弾道を曲げることができる。特殊なシステム上ゴールデンビーダマンはパワー・連射ともに不得手であったが、スタッグスフィンクスはホールドパーツにパワーチップを装備することでパワーショットも撃てるようになり、マガジンサイトを装着することで連射もできるようになった。
パワードスフィンクス
JBA第六研究所が閉鎖していた時にサラーが開発を進めていた機体。後にJBAの技術者によって完成した。パワードアームを動かすことで、内部のパワーリングが可動しホールドパーツを締めることができる。その名の通り変化球ビーダマンの課題の一つであったパワー不足への答えを示した画期的な機体である。サラー曰く「トリックプレイの幅が広がった」。

### ケルベロスシリーズ
伊集院専用機だったが、後にスリークロウズ以外どちらもサラー機になる。スリークロウズによるハイスピードドライブに加え、特殊な内部構造により、一度に2発の玉を打ち出すダブルバーストを可能にした。また通常はドライブ回転をかけるスリークロウズのホールドパーツをずらすことにより回転の向きを変え、それを利用して壁などに当たった際の反射の向きを調節するイングリッシュボールが武器。
スリークロウズ (スーパー)
厳密にはケルベロスシリーズではないが便宜上ここに記述。伊集院がサラーと再会した際に所持していたビーダマン。ボディカラーはサラーのゴールデンに対してシルバー。ボンバーマンタイプながらも、タマゴのパワーショットを後ろから弾き飛ばすなど圧倒的な威力を誇り、締め撃ちとハイスピードドライブを融合させたその機構はガンマをも唸らせた。後藤や三上のほか、チームメイトの北条、早乙女も同一タイプのレプリカに改造している。OSギア装着によってボディ強度が増し、初めて全力で弾を発射した際にはタマゴのビーダマンを完全にバラバラにするほどの威力となった。バトルでの描写ではビーダー選手権1回戦ではチームガッツへの宣戦布告を込めて、ショートバレルのみ付けた改造でファイティングフェニックスがやってのけた一発逆転をそっくりそのまま再現するなど、威力はファイティングフェニックスとほぼ同等。タマゴが自分のビーダマン守るためを大切なビーダマンを犠牲にするのを見て改心した後藤がチームガッツに渡したことで、それを徹底的にリバースエンジニアリングしたガンマらによって強化発展型であるOSギア専用機ファイティングフェニックスが完成した。
スリークロウズは今賀が発案したオリジナルで、実機は存在しないが、これを再現する改造を施す者もいる。
ケーニッヒケルベロス (OS)
1発でもパワーリングとブラッディクロウズのドライブ機能により標準以上のパワーを持つが、それがダブルバーストにより単純に2倍になっているため、OSビーダマンではフェニックスのキャノンショットでもない限りパワーで勝つことは不可能。「キャノンショットですらやっとだった」。圧倒的な強さを誇ったがPIビーダマンのパワーには敵わなかった（バトルフェニックスとアイアンサイクロプスに(横からだが)止められている）。
スタッグケルベロス (PI)
サラーと、彼との友情を取り戻し改心した伊集院が共同で製作した。基本はケーニッヒケルベロスの発展機で、ダブルバーストはそのままに幅広いパワーの調整が可能となったアジャスターリング、三本爪のそれぞれにスプリングが仕込まれたスピニングクロウズなどケーニッヒケルベロスの機能を昇華させた数々のギミックを持つ。またフットパーツを前後逆にセットすると「スタッグモード」に変形しビーダマン本体を真下に向ける体勢をとることで、簡易的にスタッグスフィンクスと同じ発射機構となりケルベロスのパワーをスフィンクスの変化球に乗せることが可能となった。
その圧倒的な性能はバトルフェニックスをも上回っていると言われ、トレーニングを積んだサラーも反動の大きさで最初は上手く扱えなかったほど。
TOPビーダー選手権決勝戦では、カラーリングをホワイトに変更した「ホーリーケルベロス」が使用された。
タカラから実際に販売された実機はダブルバースト可能な上にトリックショットの豊富さが全機体中最多で、一通りPIパーツによる強化が可能なことからビーダマンシリーズの最高傑作の一つにも挙げられる名機で、説明書ではそのショットのバリエーションの多さから、Dr.タマノのコラムが省略されているほどだった。中古市場では組み立て済品でも定価を大きく上回る価格、新品の未組み立て品であればさらに高値で取り引きされている。

### グリフォンシリーズ
ビリー専用機。基本的に2体一組で運用し、場合によって連結して1体にする。
ブラストグリフォン（右*ライトイーグル、左*レフトレオン） (PI)
プロト01を手に入れた札月に勝つために開発された機体。タマゴがパワーに、ガンマが連射に特化すべきと言い争いをしていたところ、ビリーは「両方だ」と発言し、両者のコンセプトを取り入れた。両機体が半分に分離・合体することでパワーショットを撃つことができる。TOPビーダー選手権決勝戦に向けたビリーの猛特訓に耐え切れずボロボロになってしまう。
ファントムグリフォン（右*ファントムイーグル、左*ファントムレオン） (PI-EX)
ブラストグリフォンを修理・改修してPI-EXとして生まれ変わらせた機体。ブラストグリフォンが二機を半分に分離・合体させていたのに対し、ファントムグリフォンは二機を前後に連結させて合体させる。レオンを前にするとパワーショットが撃てるパワーモード、イーグルを前にするとトリプルバーストが撃てるパーフェクトモードになるが、作中にパーフェクトモードは登場しなかった。ガルム戦でイーグルのみ大破する。
ミラージュ（右*ミラージュイーグル、左*ミラージュレオン） (E-Unit)
元々はE-Unitの試作機としてDr.矢部が開発したもので、E-Unit争奪戦を経てビリーに譲渡される。ビリーに渡された時点ではパワーブレードアーム・パワートリガーコアを装備していたが（製品版でミラージュグリフォンとされている形態）、後にコアをクイックストロークコアに変更しミラージュイーグルとされた。その後ミラージュをコピーしたミラージュレオンが作られたが、こちらはミラージュから装備の変更はない。
またダークマターもE-Unitのデータを入手していたので、ミラージュを量産し最終戦で使用している。

### その他

#### ボンバーマン型ビーダマン
特殊なパーツや機構を持つ物のみ紹介。
ウインタースペシャル
北山隼人のビーダマン。雪山で使用するため足には雪や氷で滑らないようにスパイクを装備。手袋をはめたまた撃てるように手には延長棒を装備しトリガーは大型の物を使用している。
ゴーレムボンバー
円専用機。通常のビーダマンに使われるビー玉より大きいジャイアントボムという大型のビー玉を発射する。円のパワーと合わさりペットボトルを一発で倒すことができる。
ショット・バレル
Ｐ(パーフェクト)・ハンターズ専用機。非常に長いロングバレルを装備していてその中にビー玉を詰め込んで同時発射できる。それにより散弾のようなショットができる。また、グリップが弾倉になっておりショットガンの排莢のようにグリップを手前に引くことで玉がロングバレルに補充され散弾を連射できる。スコープも装備している。バレルが邪魔するため近距離の狙いが定まらないのが欠点。
インパクト・トリガー
バーグラーズの井出専用機。トリガーにガイドレールとハンマーが付いておりパチンコのようなゴムで強化トリガーにハンマーをたたきつけて発射する。そのショットは非常に強力で空中のショットならファイティングフェニックス以上のスピードが出る。
大倉剛のビーダマン
バーグラーズの剛専用機。; BIG TANKと描かれた非常に大きなマガジンを装備している。剛は走りながら撃つのを得意としており、走りながら撃つと命中率が落ちるため巨大なマガジンを利用した連射で補っている。

#### OSギアビーダマン
ユンカーユニコーン
北条専用機。ホールドパーツは装着していないが、スプリングの力で直接ショットを放つ「ストロークショットシステム」が特徴。女の子である北条の力でも安定したパワーと連射力を発揮した。

#### PIビーダマン
X-01（プロト01）
PIビーダマンのプロトタイプともいうべき機体。特筆すべき機能は搭載されていない。番外編ではDr.タマノが輸送中に落とし、札月兄弟の手に渡ってしまう。その後は市販化されたようで多くのビーダーが使用している。
全日本ビーダー選手権予選で選手が作った特注パーツを引き続き装備している者もいる。
アイアンサイクロプス
早乙女専用機。キング・ビーダーズがJBAのコンピューターをハッキングして得たX-01のデータを基にカスタマイズした機体。OSビーダマンに対して圧倒的な力を見せ付けたが、完全オリジナルのPIビーダマンであるバトルフェニックスには敵わなかった。パワーショットの強弱がつけられるように設計されている。
ノーチラスポセイドン
瀬戸内バイキング専用機。通常より長い2本のトリガーを交互に押し、内部の回転式パーツでビー玉を次々に押し出すという特殊な発射機構「ロータリードライブシステム」を搭載している。海人の初登場時、ガンマのバリアントワイバーンと互角に渡り合い、彼を唸らせたが、連射に特化しているためかパワーは並であり、サラーやタマゴの「水上ショット」には歯が立たなかった。ロータリードライブシステムは第三研究所の機密事項だったが、海人はあっさりとバラしてしまった。
ハンティングリンクス
猫丸専用機。正確な射撃に特化している。頭部に鏡とターゲットサイトを内蔵しており、機体上部から頭部を覗き込むことで、鏡越しに前方をターゲットサイトで狙うことができる（「スコープヘッド」）。また、ネジでホールドパーツを締め付けるホールドパーツアジャスターにより安定したショットを放つことができる。同じターゲットサイトを持つ、スーパービーダマン用カスタムパーツ「スコープヘッド」をPI化したもの。当初は開発したものの、他のチームガッツのメンバーは狙いが正確だったためお蔵入りになっていた。しかし狙い撃ちが下手な猫丸のためにタマノが採用した。
金棒(メタルスティック)ビーダマン
瀬戸内バイキング青鬼専用機。金棒のような持ち手が付いており船の近くの水面に当たるだけで船が揺れる波を起こせるパワーショットが撃てる。
バーニングアトラス
ヴァンクィッシャーズ専用機。垂直に押し込む形の特異なトリガーを持っており連射重視のシングルモードの他に、ビー玉を3個一気に装填してトリプルバーストが撃てる。また、垂直式トリガーを拳で叩いてパワートリプルバーストを放つ「ハンマーショット」という必殺技を持つ（ただし、10回までしか機体は耐えられない）。すさまじい性能を発揮する反面機体への反動も大きくトキオの機体はチームガッツ戦のあとはボロボロになっていた。大根の物は特注品で移動性を排除しポールの上に乗せた固定砲台とした上で、一回の発射で八点射を可能としている。彼曰く「他のメンバーが携帯用の軽機関銃とするなら、私のはさしずめ重機関銃」。
マスター攻略王SPIII
番外編に登場。札月に因縁を付けられ、預かっていたバトルフェニックスを奪われたかけるがDr.タマノから借用した。最大の特徴はトリガーと連動して下部のラバー付きのホールドパーツが後ろに下がることによって強制的にドライブをかける「ブローバックドライブシステム」。札月のバトルフェニックスのショットを追い抜き、勝利した。

#### PI-EXビーダマン
EX01
PI-EXビーダマンのプロトタイプともいうべき機体。特筆すべき機能は搭載されていない。
ギガサラマンダー
円専用機。筒状に伸びたコアと連動し、トリガーを押すのではなく引くという珍しい発射機構でダブルバーストの連射を可能としたギガバーストシステムを搭載した機体。引っ張る力が強ければ強いほど発射威力が上がるシステムであり小学生離れした体格と腕力の持ち主である円との相性は抜群である。
クリムゾンギガント
高尾専用機。腕についたつまみのようなパーツ、クラッシャーボルトを回すことで発射威力の調整が可能。最大締め付け時のパワーは凄まじいが同時にトリガーの硬さも最大級となる。バーストトリガーを使用しておりダブルバーストも可能。
ブレードオロチ
草薙専用機。額についた巨大なツノ、ブレードホーンを押し下げることでホールドパーツ上部分が下がり、しめ撃ち効果を発揮するクロスファイヤーシステムを搭載した機体。ホールドパーツは巨大なローラーになっており、さらにEXローラートリガーを装備することによってパワーショット三羽烏の機体で唯一ダブルバースト機能を持たないものの、それを補って余りある常時安定したパワーショットの連射を可能とした高次元万能タイプ。
クールヘリオス
命専用機。スリークロウズのコアと特殊な二重構造のフットパーツ、アジャスターフットによる下部クロウズの強制固定機能に加え、下向きにトリガーを押す高性能万能トリガー、スマッシュトリガーを装備。3つあるガーディアンモデルのうちの一つで、パワーも連射も別次元の性能を発揮しタマゴ以外のチームガッツメンバーのシャドウボムに迎撃を物ともせず攻撃をヒットさせ、コンバットフェニックスによるキャノンショットを5発で止めた。

#### Rビーダマン
ストライカージェミニ
津印専用機。トリガー部分が他のビーダマンと異なり銃のトリガーのような形をしており容易に片手打ちが可能でありこの発射機構をトリガーショットと呼び、ストライクハンマーを限界まで引いた状態でトリガーを引くと強発射される機構をストライカーショットと呼ぶ。またレーザーポインタが照射できるため、狙いを定めやすい仕組みになっている。
ハンマージェミニ
津印専用機。津印が初登場した際には改造中で使用されなかったが、E-Unit争奪の際に登場。バーニングアトラスの機構を踏襲しており、バーティカルハンマーによる強力なダブルバーストを撃てる。ストライカージェミニとの二刀流で「お前の腕は完全に見切った」と言っていたビリーを圧倒し、ファントムイーグルを破壊した。
バーストオライオン
伴太専用機。ノーチラスポセイドンの機構を踏襲していて、30cmにも及ぶ長大なトリガーを引くことで内部ロータリーが連動しフォースバーストが可能。2000年のコロコロコミック12月号と初期の単行本では劇中の台詞で「パーストオライオン」と誤記されている。
ギャラクシーフォートレス
銀河専用機。本体のレバーを回すことで驚異的な連射ができる。

#### E-Unitビーダマン
スティンガースコーピアス
マダラ専用機。スマッシュトリガーコアを採用していて、発射した玉の速さからかまいたちが生じる。それにより瀬戸内バイキング、ダークマターのザコたち、ヴァンクィッシャーズ、タマゴとガンマ以外のチームガッツのメンバーたちを戦闘不能にしている。

## テレビアニメ
1999年1月4日から10月1日にかけて、テレビ東京系の番組『おはスタ』に内包されつつ放送された。

### 声の出演
- 戸坂玉悟：瀧本富士子
- 西部丸馬：芝原チヤコ
- サラー：今井由香
- 飛田猫丸：渡辺久美子
- 風間美利 / 三上：私市淳
- 大倉剛：保志総一朗
- 井出安行：浅野まゆみ
- Dr.タマノ：堀内賢雄
- 円大作：梁田清之
- 伊集院圧政：結城比呂

- 北条明：夏樹リオ
- 早乙女基夫：伊崎寿克
- 小野寺マリ：池澤春菜
- 中尊寺ミキ：豊島まさみ
- 大豪寺ナナ：菊地祥子
- 黒羽光一：矢島晶子
- 黒羽剛：山田美穂
- 渡辺完治：柏倉つとむ
- 修二：阪口大助
- 基司：陶山章央

- カケル：加藤優子
- マモル：山崎依里奈
- 後藤：吉野裕行
- 青木：日高奈留美
- 原田：山口隆行
- 片山：河内麻友子
- セバスチャン（サラーの執事）：糸博
- マスター攻略王：森久保祥太郎
- 戸坂玉四 / ナレーション：玄田哲章

### スタッフ
- 原作 - 今賀俊（小学館「コロコロドラゴンコミックス」刊）
- 監督 - 日下直義
- シリーズ構成 - 富田祐弘
- キャラクターデザイン - 池上太郎
- メカニックデザイン - 友杉達也、今石進、斉藤まさかつ
- 色彩設計 - 金丸ゆう子
- 美術監督 - 朝倉千登勢

- 撮影監督 - 金沢章男
- 音響監督 - 田中英行
- 音楽 - 渡部チェル
- 編集 - 山森重之
- 音楽プロデューサー - 田中統英
- アニメーションプロデューサー - 千野孝敏、佐藤徹
- プロデューサー - 古市直彦
- アニメーション制作 - XEBEC
- 製作 - テレビ東京・小学館プロダクション

### 主題歌
オープニングテーマ
「READY B-FIGHT!」（1 - 10話）
作詞 - 里乃塚玲央 / 作曲・編曲 - 渡部チェル / 歌 - 遠藤正明（ポリスター）
「WIN A FIGHT」（11 - 18話）
作詞 - 白峰美津子 / 作曲 - 松本俊明 / 編曲 - 岩﨑元是 / 歌 - 影山ヒロノブ
エンディングテーマ「弾けろ！マックスショット」
作詞 - 里乃塚玲央 / 作曲・編曲 - 渡部チェル / 歌 - ミズキング（ポリスター）

### 各話リスト
| 話数 | サブタイトル                             | 放送日                 |
| ---- | ---------------------------------------- | ---------------------- |
| 1    | 爆闘ライバル! ビー玉戦士                 | 1999年 1月4日 - 1月8日 |
| 2    | 爆対決 黄金の魔術師サラー!               | 1月11日 - 1月15日      |
| 3    | 爆登場 最強ビーダー猫丸?                 | 2月1 - 2月5日          |
| 4    | 爆心! ライバルだけどトモダチだ           | 2月8日 - 2月12日       |
| 5    | 爆襲! 流浪の巨人ビーダー                 | 3月1日 - 3月5日        |
| 6    | 爆怒のダイナマイトショット!              | 3月8日 - 3月12日       |
| 7    | （総集編）                               | 3月29日 - 4月2日       |
| 8    | 爆スタート! 全日本ビーダー選手権         | 4月5日 - 4月9日        |
| 9    | 爆ピンチ! 美少女ビーダーにメロメロ?      | 4月26日 - 4月30日      |
| 10   | 爆ミッション ファイティングフェニックス! | 5月3日 - 5月7日        |
| 11   | 爆勇気 オレたちはチームガッツ!           | 5月24日 - 5月28日      |
| 12   | 爆決定! 炎のベストバトル                 | 5月31日 - 6月4日       |
| 13   | 爆連射! あつき壁をブチ破れ               | 6月21日 - 6月25日      |
| 14   | 爆突! スナイパーガンマvs風のビリー       | 6月28日 - 7月2日       |
| 15   | 爆麗! サラーイリュージョン               | 7月19日 - 7月23日      |
| 16   | 爆風 荒野の連射王!                       | 7月26日 - 7月30日      |
| 17   | 爆決戦 ゴールデンターゲットを撃て!       | 8月16日 - 8月20日      |
| 18   | 爆誕 バトルフェニックス!                 | 8月23日 - 8月27日      |
| 19   | 爆炎! 光と影の対決                       | 9月20日 - 9月24日      |
| 20   | 爆烈! 優勝への道                         | 9月27日 - 10月1日      |

## 関連商品

### ハドソンより発売
- スーパービーダマン ファイティングフェニックス（1997年7月11日、ハドソン、ゲームボーイ）
- 爆球連発!!スーパービーダマン（1997年12月19日、ハドソン、スーパーファミコン）
- スーパービーダマン バトルフェニックス64（1998年7月24日、ハドソン、NINTENDO 64）

### タカラより発売
- 爆球連発!! スーパービーダマン激誕! ライジングヴァルキリー!!（2000年3月24日、タカラ、ゲームボーイカラー）

### 食品
江崎グリコよりキャラクターを印刷したペロティが発売された。

## 注・出典